# ستيلا كيسي
ستيلا كيسي (بالإنجليزية: Stella Casey)‏ هي ناشِطة نيوزيلندية، ولدت في 22 مايو 1924، وتوفيت في 7 يوليو 2000.